# Perisoreus canadensis
La ghiandaia grigia canadese (Perisoreus canadensis (Linnaeus, 1766)) è un uccello passeriforme della famiglia dei corvidi.

## Descrizione

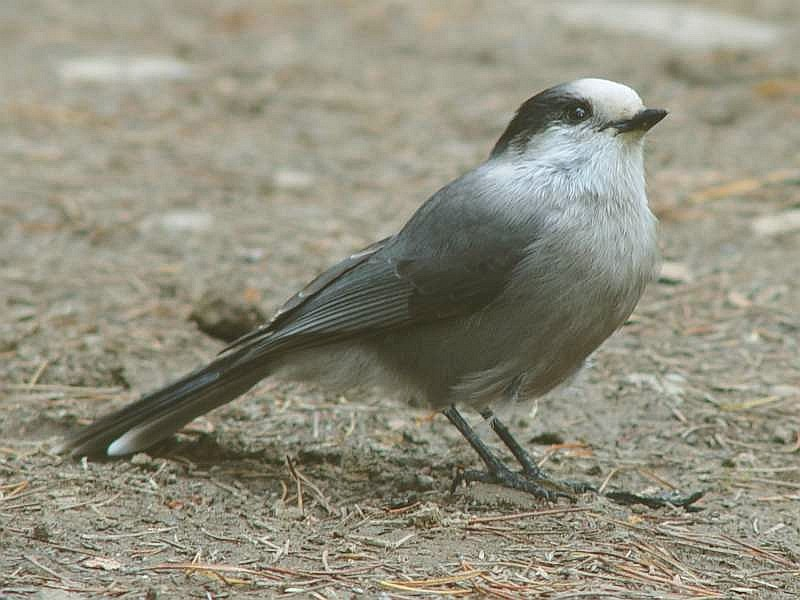
Esemplare nel Parco nazionale Banff.

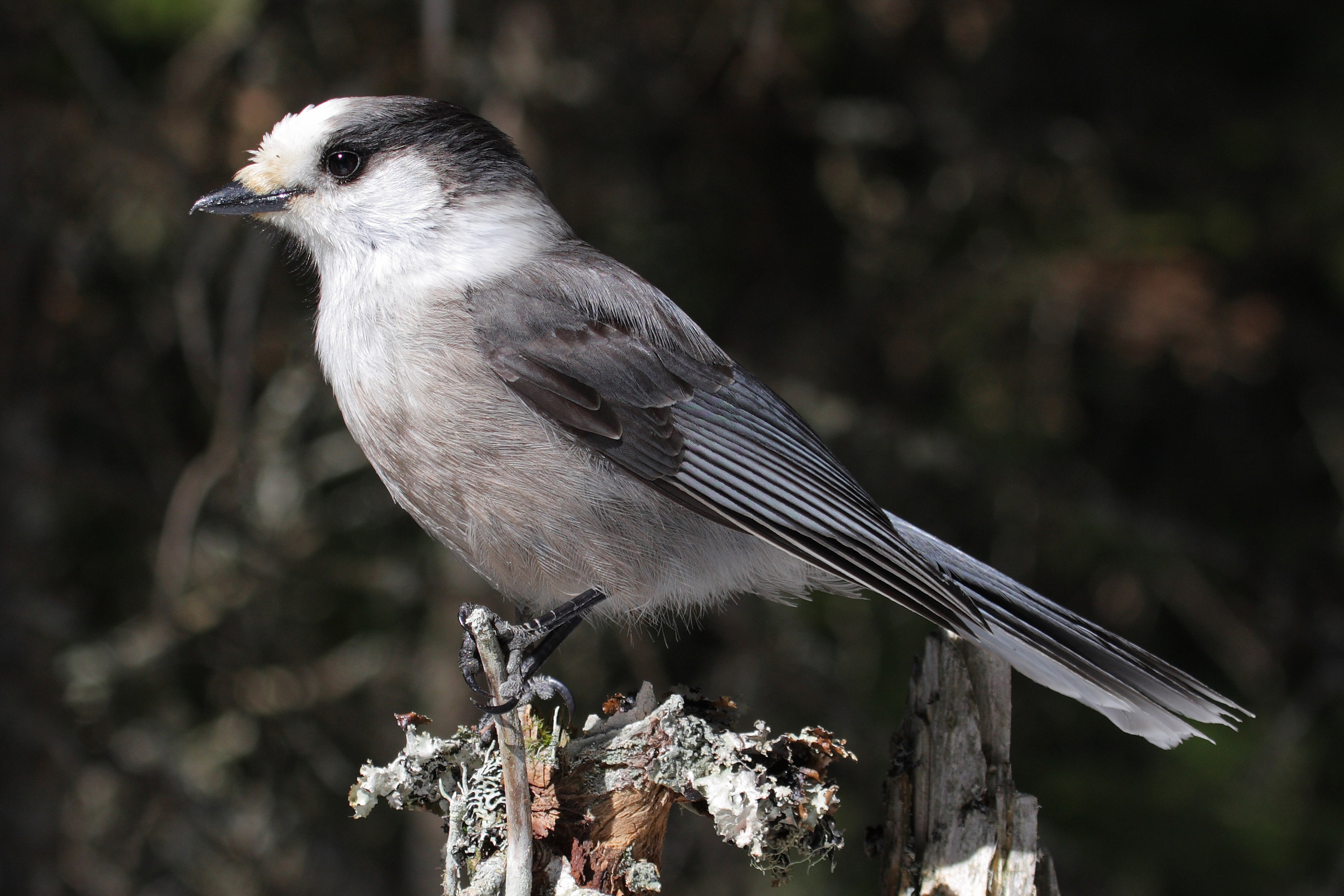
Esemplare nel Québec.

### Dimensioni
Misura 27–31 cm di lunghezza, per 50-85 g di peso e 45 cm di apertura alare: a parità d'età, i maschi sono lievemente più grossi delle femmine. Le dimensioni medie, inoltre, tendono a crescere in direttrice S-N, e forse anche dalla costa verso l'interno dell'areale.

### Aspetto
Si tratta di uccelli dall'aspetto robusto e massiccio, muniti di grossa testa squadrata con becco conico e di media lunghezza, ali appuntite, coda piuttosto lunga e dall'estremità arrotondata e zampe forti.
Il piumaggio è bianco su fronte, gola, guance, lati del collo e petto, dove sfuma nel grigio topo, colore questo che ricopre ventre e fianchi, mentre sul sottocoda esso si schiarisce nel grigio-biancastro: dorso, ali e coda sono di color grigio scuro, con quest'ultima e le remiganti più scure e tendenti al nerastro. Vertice e nuca sono invece di colore nero, così come la tempia, fino alla parte superiore dell'occhio.

Sussiste una certa variabilità intraspecifica nella colorazione, a livello di estensione e tonalità del bianco cefalotoracico e del nero cefalico (che può arrivare a ricoprire anche la nuca) e della tonalità del grigio dorsale e ventrale (che può mostrare sfumature color cannella o rosato).
Il becco e le zampe sono di color grigio-nerastro: gli occhi, invece, sono di colore bruno scuro, con cerchio perioculare nudo e di colore nero-violaceo.

## Biologia

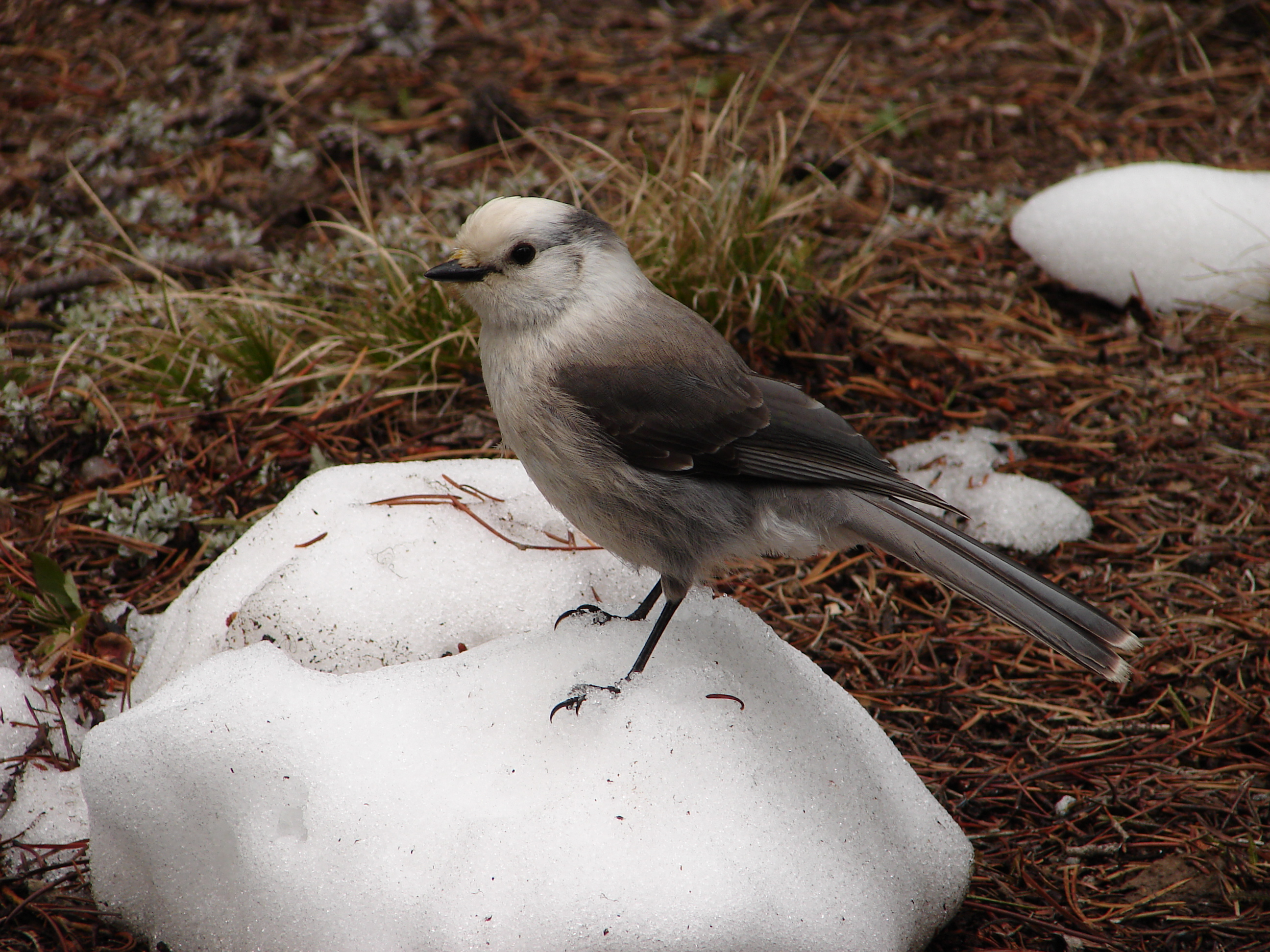
Esemplare al suolo nel parco nazionale di Yellowstone.

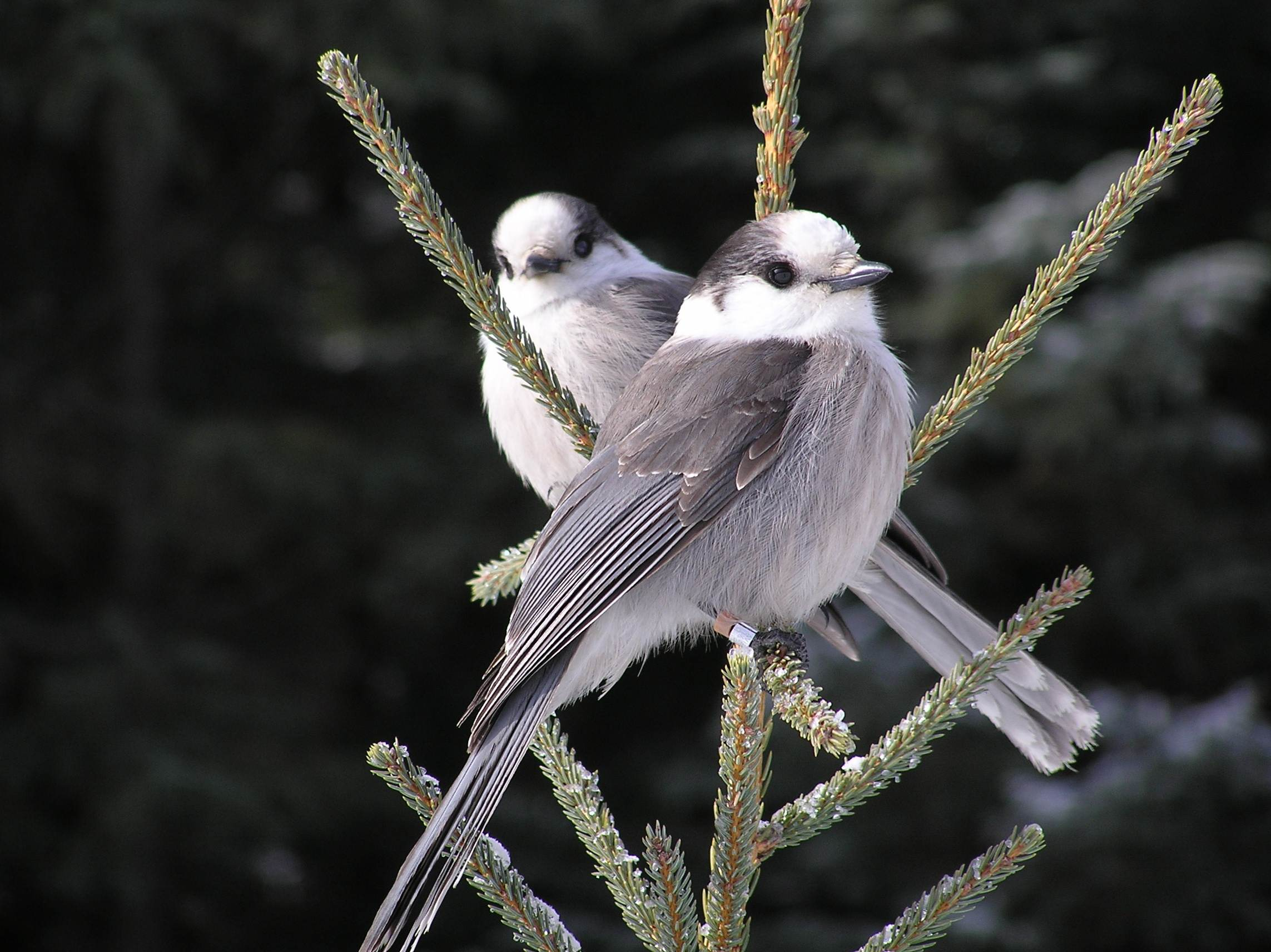
Coppia nell'Ontario.

Si tratta di uccelli dalle abitudini di vita diurne, che vivono da soli o in coppie, talvolta riunendosi in gruppi temporanei in corrispondenza di fonti di cibo particolarmente abbondanti (carcasse di grossi animali, grossi alberi in frutto, piantagioni): essi passano la maggior parte della giornata alla ricerca di cibo sul suolo della foresta, posandosi di tanto in tanto su qualche conifera (in genere un peccio o un abete balsamico) dove si riscaldano tenendo la testa sotto un'ala. Lo stesso risultato può essere ottenuto facendo bagni di sole con le ali semiaperte nei giorni freddi ma soleggiati.
Le coppie tendono a occupare territori di 27-137,5 ettari (più piccoli se il cibo è abbondante, ad esempio se sono presenti mangiatoie), che difendono da eventuali intrusi soprattutto durante i mesi più freddi, immediatamente prima della riproduzione: all'apparire di un estraneo, le ghiandaie canadesi schioccano nervosamente il becco e tengono la testa abbassata (comportamento aggressivo comune a molti corvidi), salvo poi volargli incontro ed inseguirlo in volo fino a quando non ha lasciato il territorio. Talvolta, tali comportamenti aggressivi vengono indirizzati anche ai partner, con lo scopo di sottrarre loro il cibo.
Si tratta di uccelli piuttosto silenti, ed anche i loro versi sono bassi: questi vanno da cinguettii più o meno acuti per comunicare col partner a lunghi ed aspri fischi acuti per segnalare un pericolo aereo, fino a corte note basse per segnalare invece un pericolo proveniente da terra. La ghiandaia canadese è inoltre una buona imitatrice dei versi di altri uccelli.

### Alimentazione

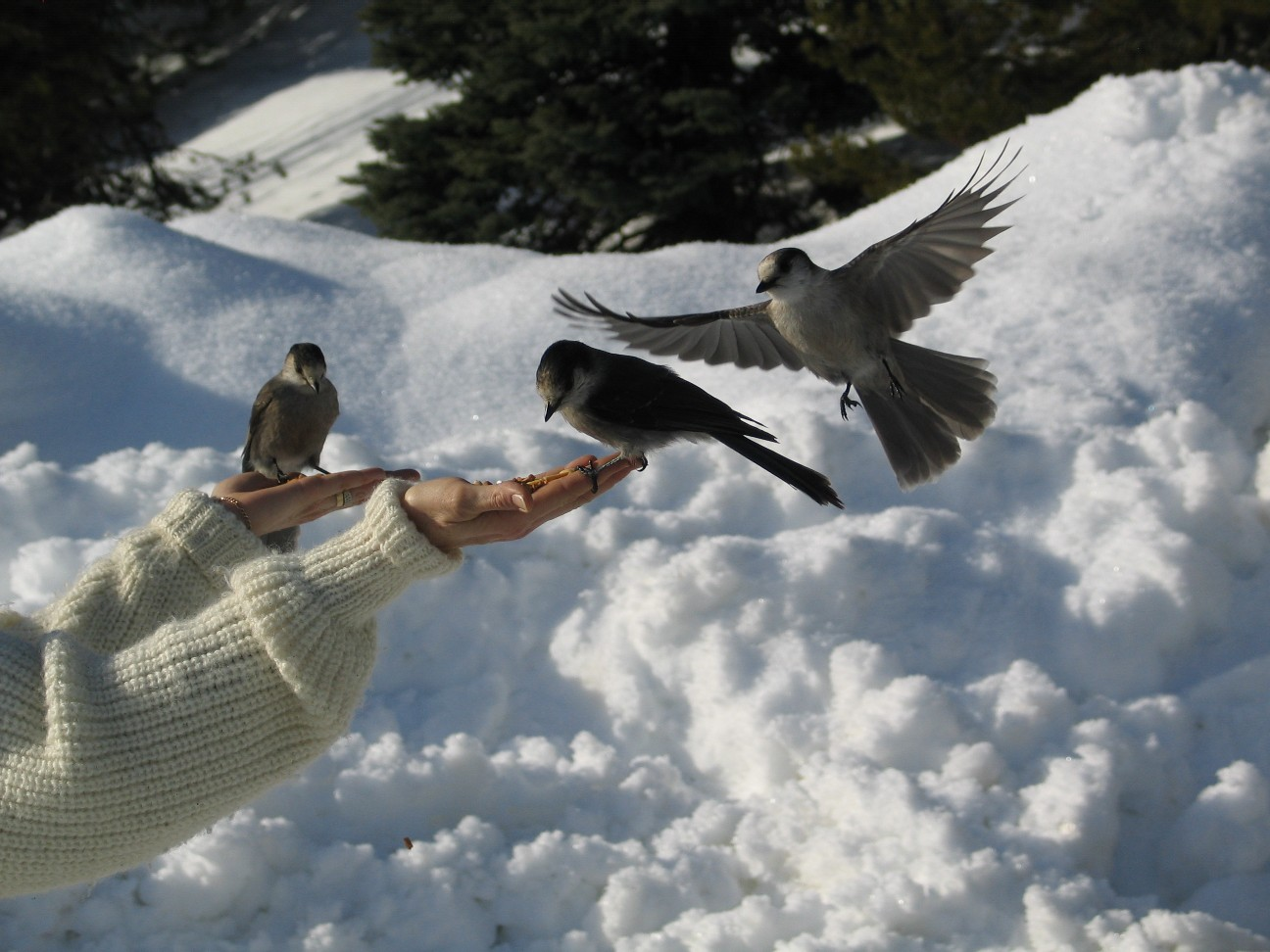
Esemplari prendono il cibo dalle mani nel parco provinciale E. C. Manning.

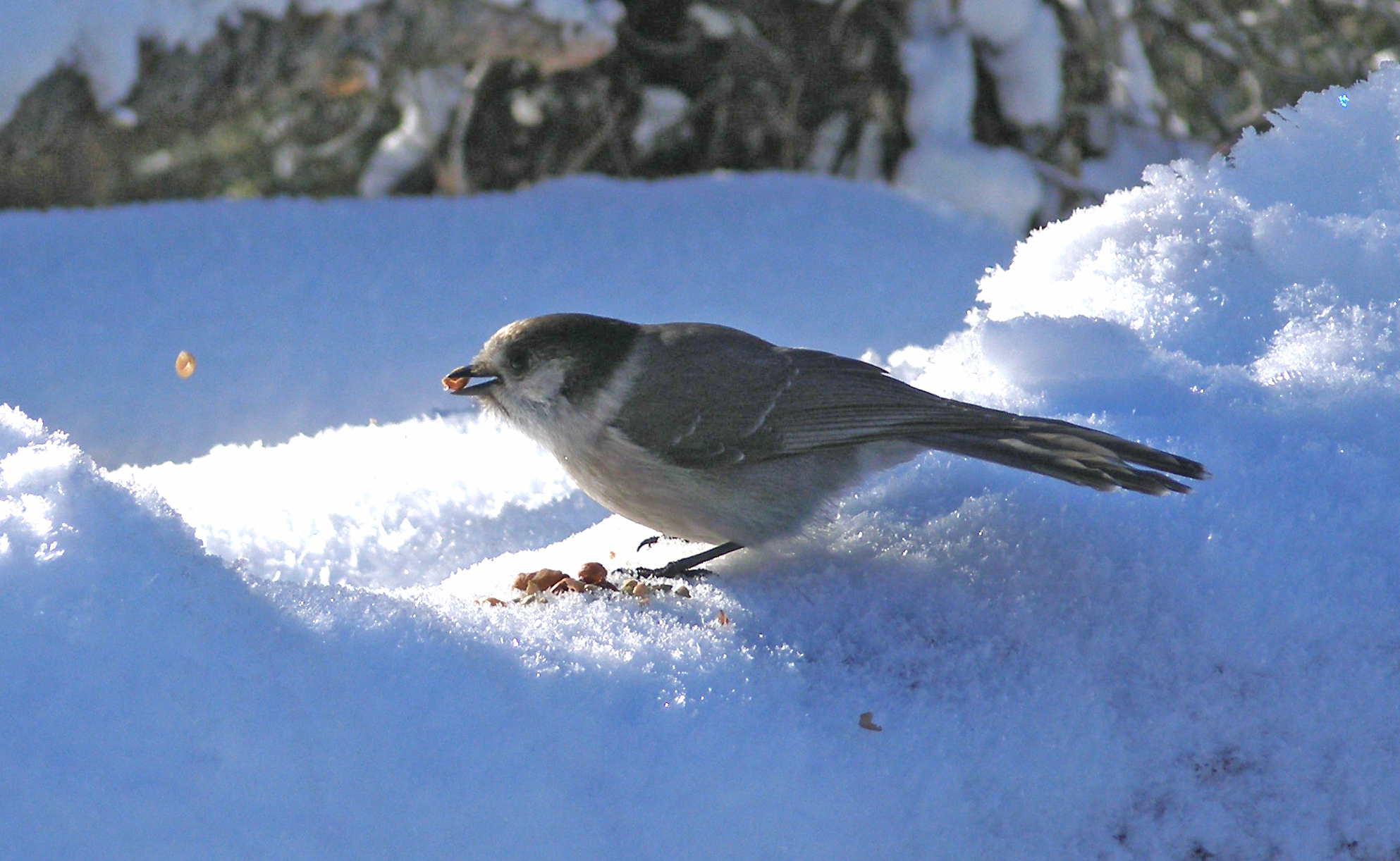
Esemplare si nutre al suolo.

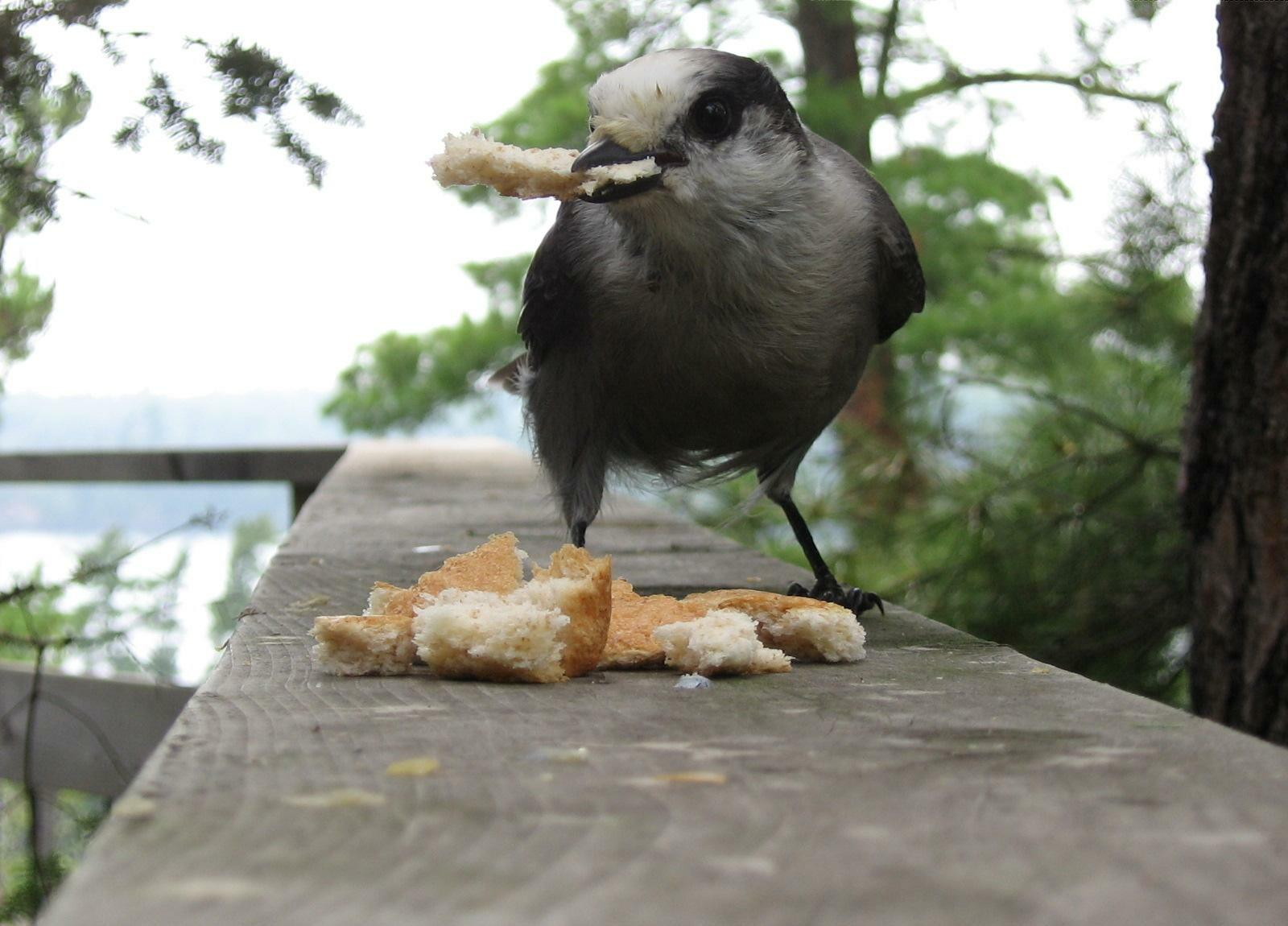
Esemplare si nutre da una mangiatoia.

La ghiandaia grigia canadese è un uccello onnivoro, che si nutre indifferentemente di cibo di origine animale o vegetale a seconda della disponibilità, prediligendo comunque la prima componente. Questi uccelli si nutrono a vista, avendo un senso dell'olfatto piuttosto poco sviluppato, portando il cibo su un albero prima di consumarlo.

Una preda piuttosto comune della ghiandaia grigia sono le uova e soprattutto i nidiacei dei piccoli uccelli (fra i quali anche la minacciata urietta marmorizzata): in un singolo caso, un esemplare attaccò e uccise in volo una dendroica della magnolia, per poi consumarla. Fra gli altri animali consumati vi sono i girini di rane e salamandre, topolini, lucertole, insetti ed altri invertebrati: questi uccelli sono inoltre stati osservati mentre estraevano delle zecche dalla pelle degli alci similmente a quanto fanno le bufaghe, e in alcuni casi conservarle ancora calde nei propri nidi, probabilmente per riscaldare i nidiacei. La ghiandaia grigia canadese si ciba inoltre della carne, del grasso e delle larve rinvenute nelle carcasse, a patto che esse siano state già sventrate da altri predatori, in quanto il becco di questi uccelli non è strutturato in maniera tale da poter incidere la pelle.

Fra i cibi di origine vegetale consumati da questi uccelli vi sono una varietà di bacche e frutti, nonché di funghi (fra cui il fungo mucillaginoso Fuligo septica, unici fra gli uccelli a consumarlo), granaglie e semi.
La ghiandaia canadese, similmente a molti corvidi, ha l'abitudine di disseminare il cibo in eccesso in numerosi nascondigli sparsi per il proprio territorio durante i periodi di abbondanza, in modo tale da poter usufruire di una cospicua riserva di cibo durante i mesi freddi: il cibo da conservare viene manipolato e inumidito con la saliva appiccicosa a formare un bolo, che viene poi appiccicato nella spaccatura di una corteccia, sotto un lichene o fra le fronde di una conifera.

L'accumulo di scorte di cibo (che permette a questi uccelli di riprodursi durante l'inverno e di non dover migrare) è inibito dalla presenza di altri corvidi (soprattutto la ghiandaia di Steller) o di altri individui di territori adiacenti, i quali possono attendere che l'animale si allontani per depredarne la riserva.

### Riproduzione

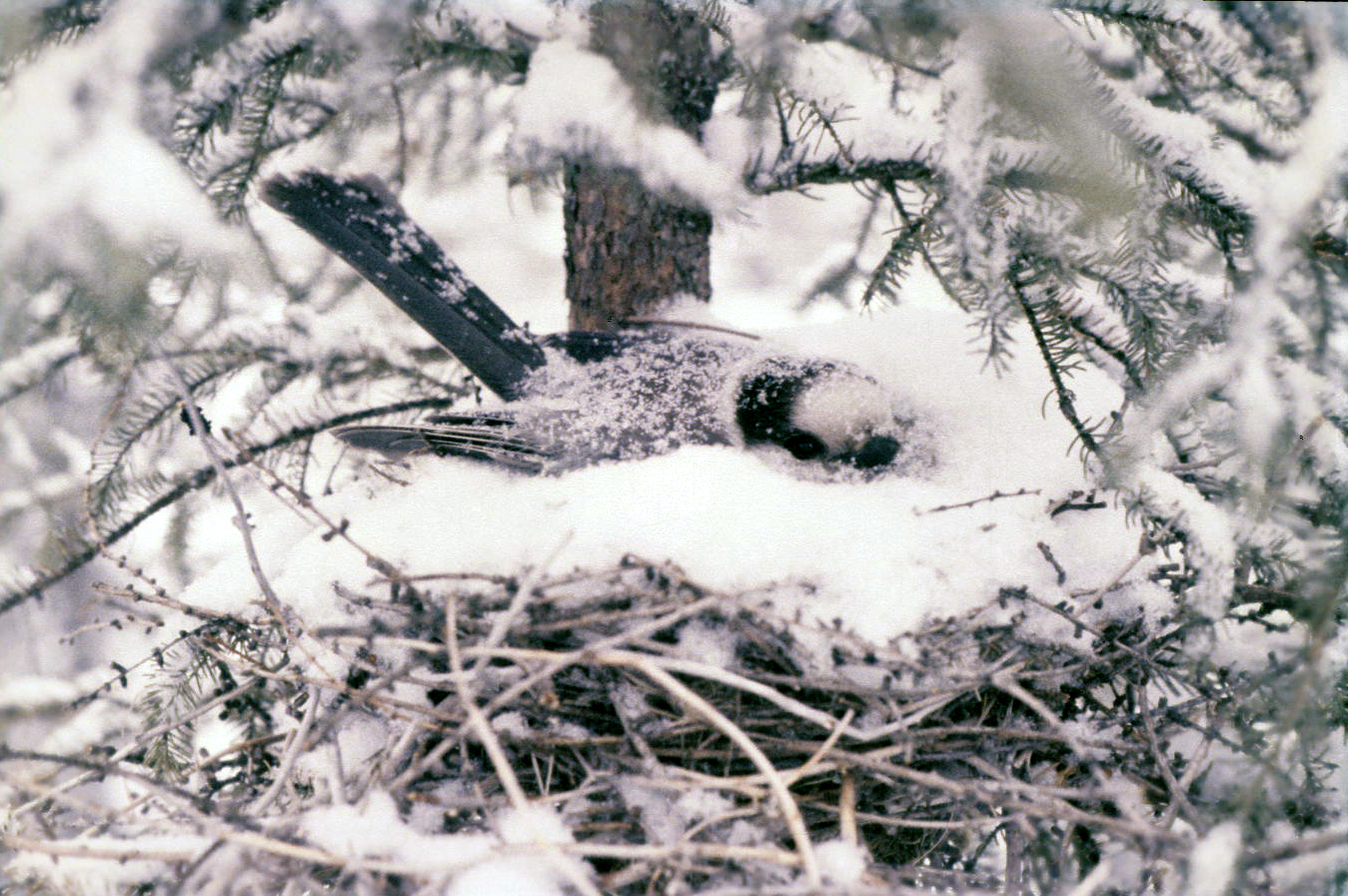
Femmina in cova nell'Ontario.

Si tratta di uccelli monogami, le cui coppie una volta formatesi rimangono insieme per la vita (tranne nel caso in cui uno dei coniugi perisca, dando modo all'altro di trovare un nuovo compagno), riproducendosi una volta l'anno fra marzo e maggio.
Durante la riproduzione, le coppie vengono aiutate da individui adulti non riproduttivi, in genere giovani (nella maggior parte dei casi uno, ma a volte anche due) nati durante la stagione riproduttiva precedente: questi aiutanti vengono accettati durante le fasi di costruzione del nido e di cure parentali ai nidiacei dopo l'involo, mentre durante la cova ed il periodo nidicolo dei nuovi nati essi vengono tenuti lontani dal nido. I giovani aiutanti, oltre a fare esperienza che tornerà loro utile quando sarà il loro turno di riprodursi, ereditano il territorio dalla coppia riproduttiva che hanno aiutato.

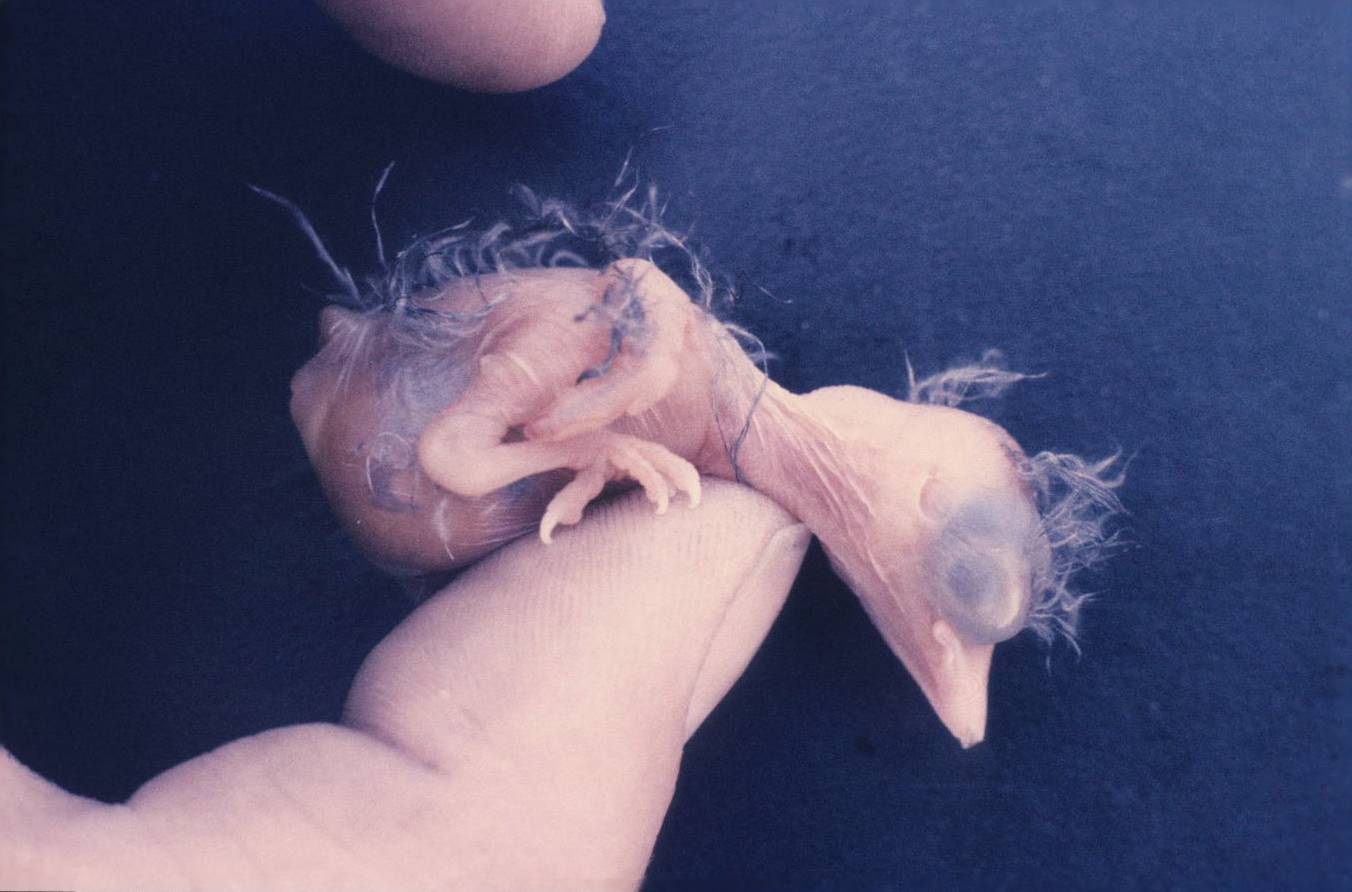
Nidiaceo poco dopo la schiusa.

Il nido viene costruito fra i 2 e i 9 metri d'altezza nel folto dei rami di una grossa conifera, molto vicino al tronco e solitamente orientato verso sud-ovest per ottenere più sole possibile durante la giornata: la sua costruzione è quasi interamente a carico del maschio, che edifica una struttura a coppa piuttosto piccola fatta di germogli secchi, fibre vegetali e licheni, tenuta assieme con ragnatela e bozzoli di Malacosoma disstria.

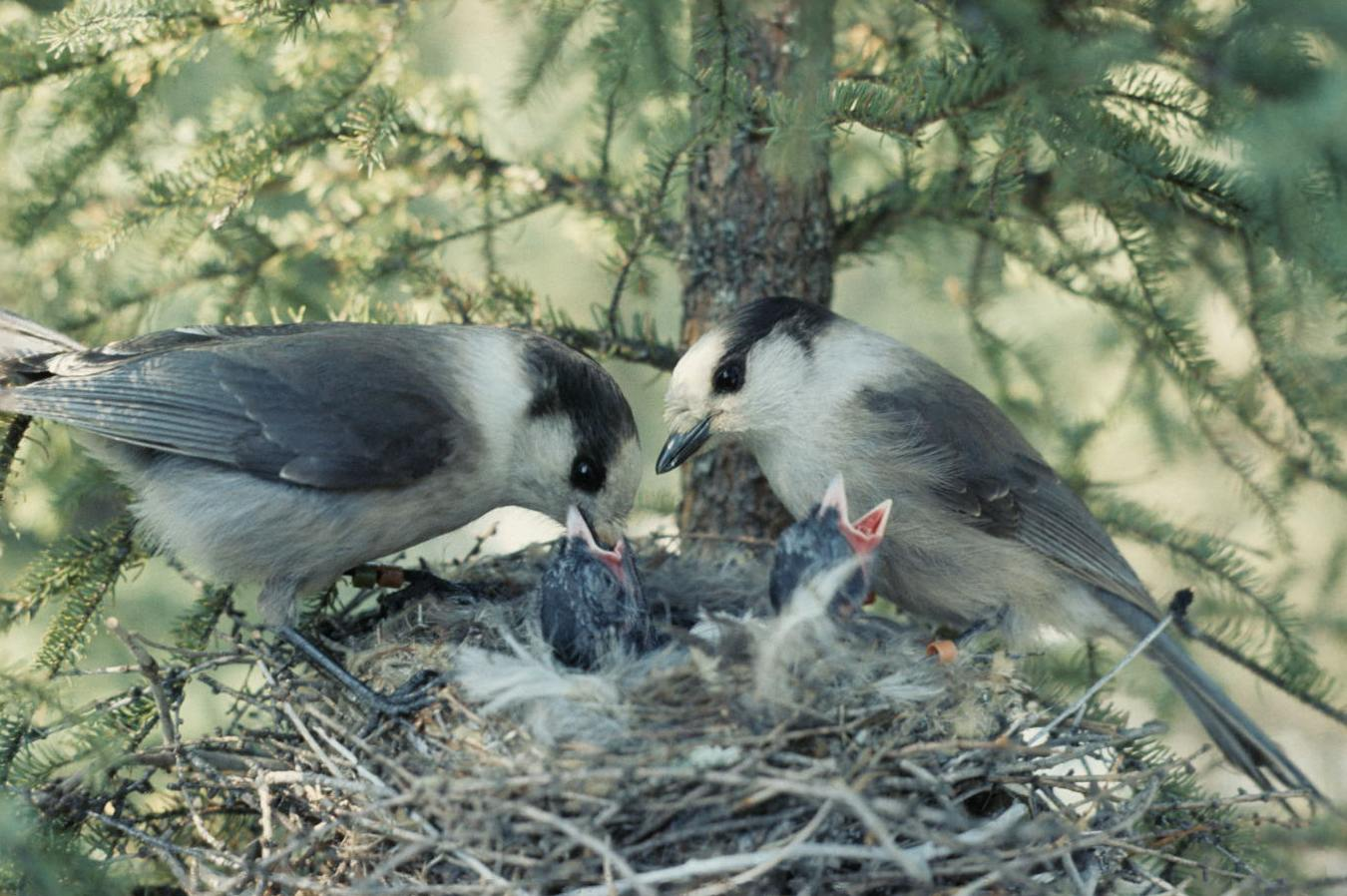
Nidiacei nutriti da due adulti.

All'interno del nido la femmina depone 2-5 uova di colore verdino chiaro, con rade maculature più scure: esse vengono covate dalla sola femmina per circa 18 giorni, col maschio che si occupa di reperire il cibo per sé e per la compagna e di tenere d'occhio i dintorni del nido.

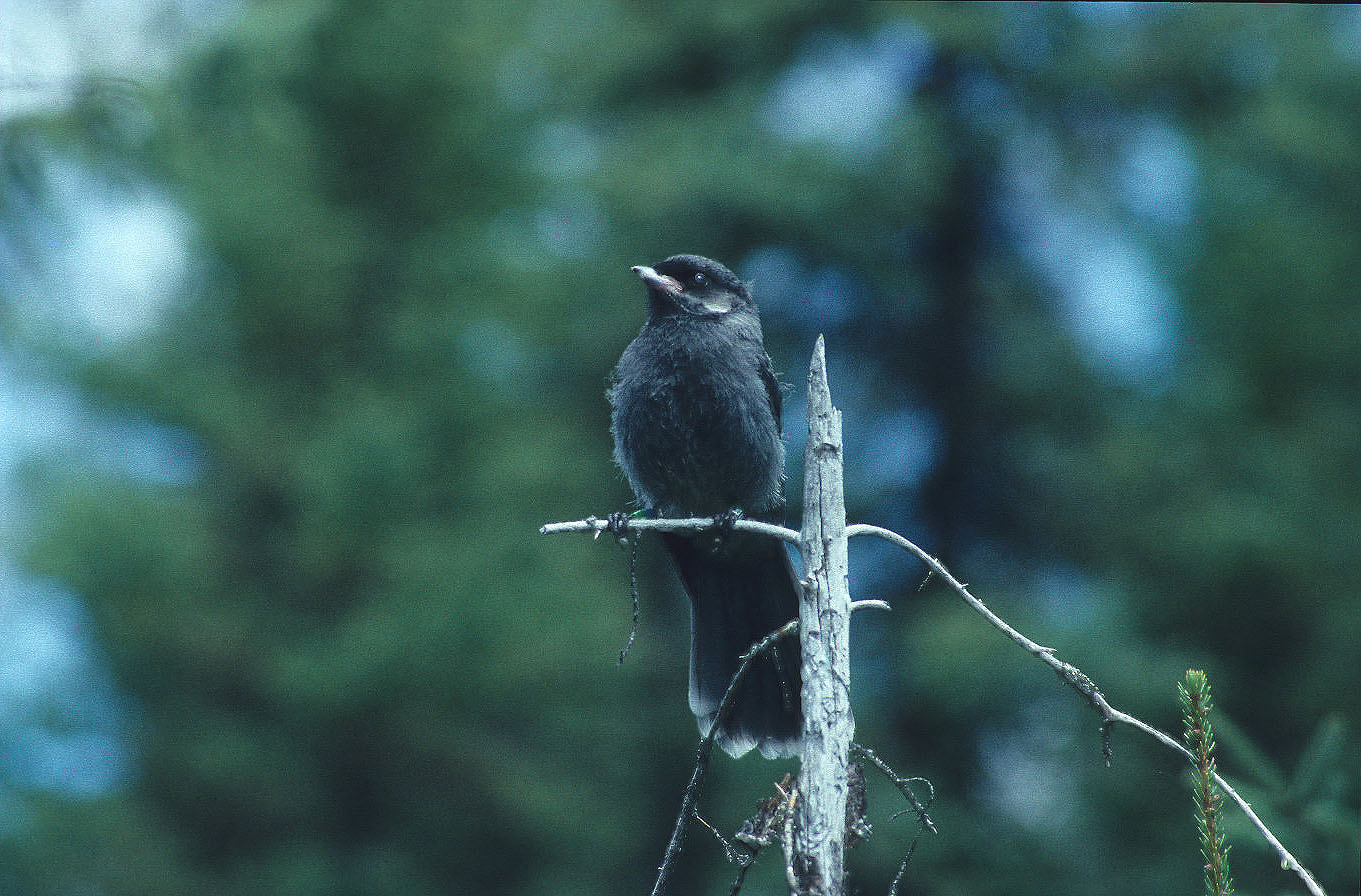
GIovane in Canada.

I pulli sono ciechi ed implumi alla schiusa: essi vengono imbeccati da ambedue i genitori, con la femmina che non si allontana dal nido per i primi tre giorni dopo la schiusa, ma li imbecca con parte del cibo che il maschio reperisce e rigurgita.

I piccoli cominciano a tentare l'involo a partire dalle tre settimane di vita: a questo punto cominciano ad essere imbeccati anche dagli aiutanti, raggiungendo la taglia adulta attorno ai due mesi dalla schiusa.
Una volta divenuti virtualmente indipendenti, i nidiacei cominciano una serie di combattimenti fra loro, per delineare una gerarchia che determinerà quali saranno gli aiutanti della coppia riproduttrice l'anno successivo (solo uno o due dei giovani dominanti saranno ammessi a fare ciò) e quali, invece, dovranno lasciare il territorio natio, allontanandosi di 2–10 km (con le femmine che solitamente si disperdono andando più lontano rispetto ai maschi) ed aggregandosi ad altre coppie non riproduttive.
La speranza di vita di questi uccelli è di 8 anni, tuttavia singoli esemplari sono vissuti per oltre 17 anni allo stato selvatico.

## Distribuzione e habitat

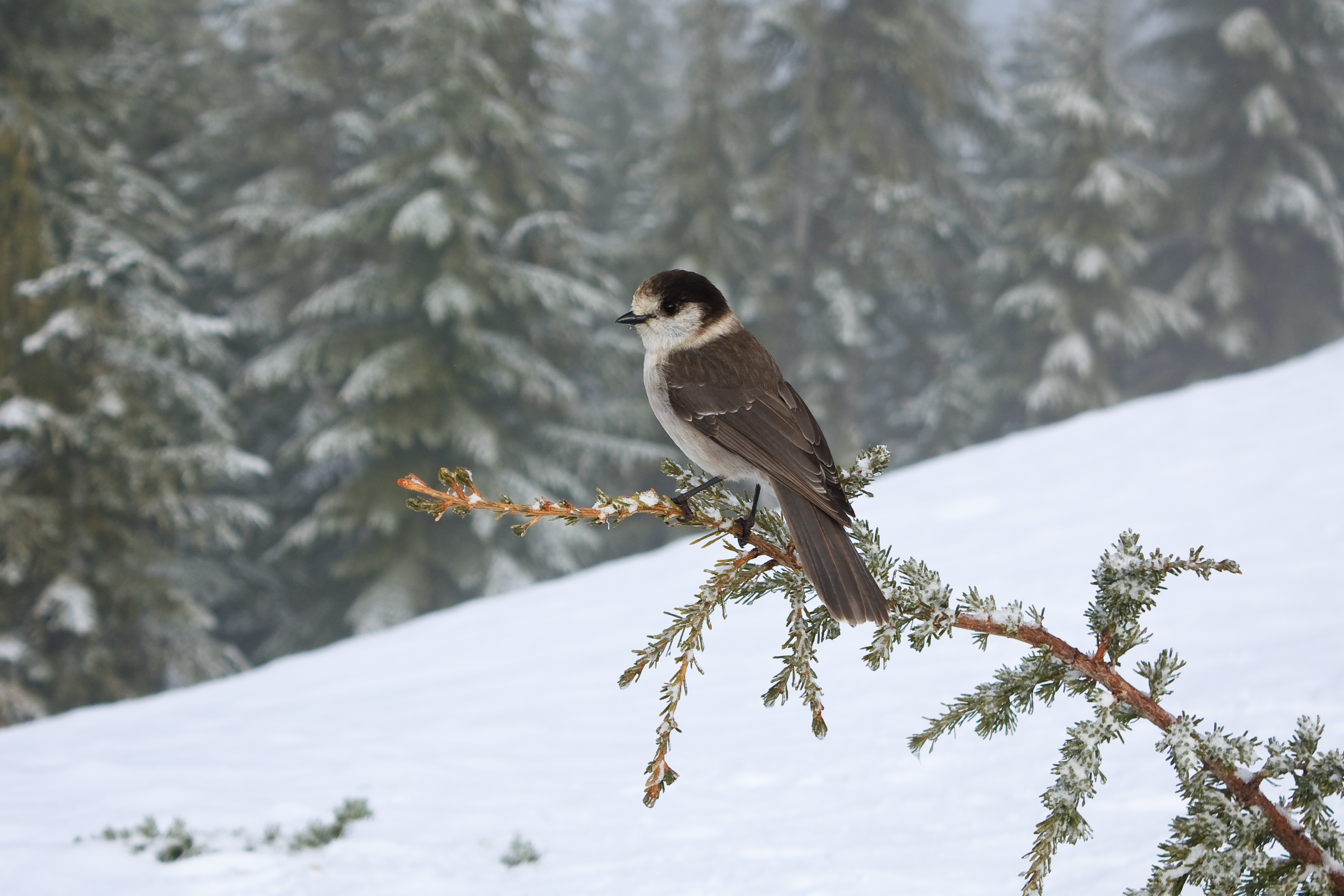
Esemplare a nord di Vancouver.

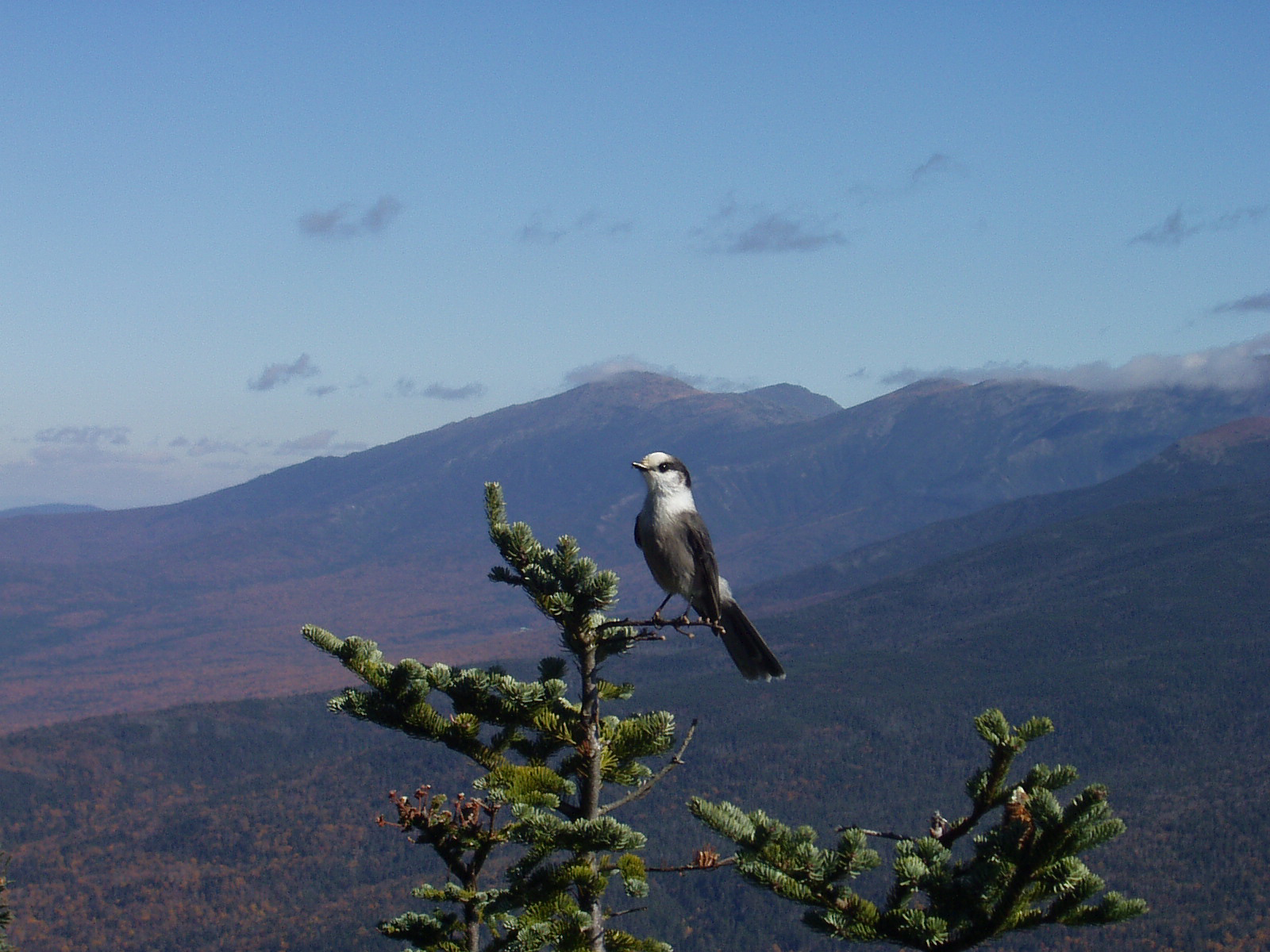
Esemplare nella contea di Grafton.

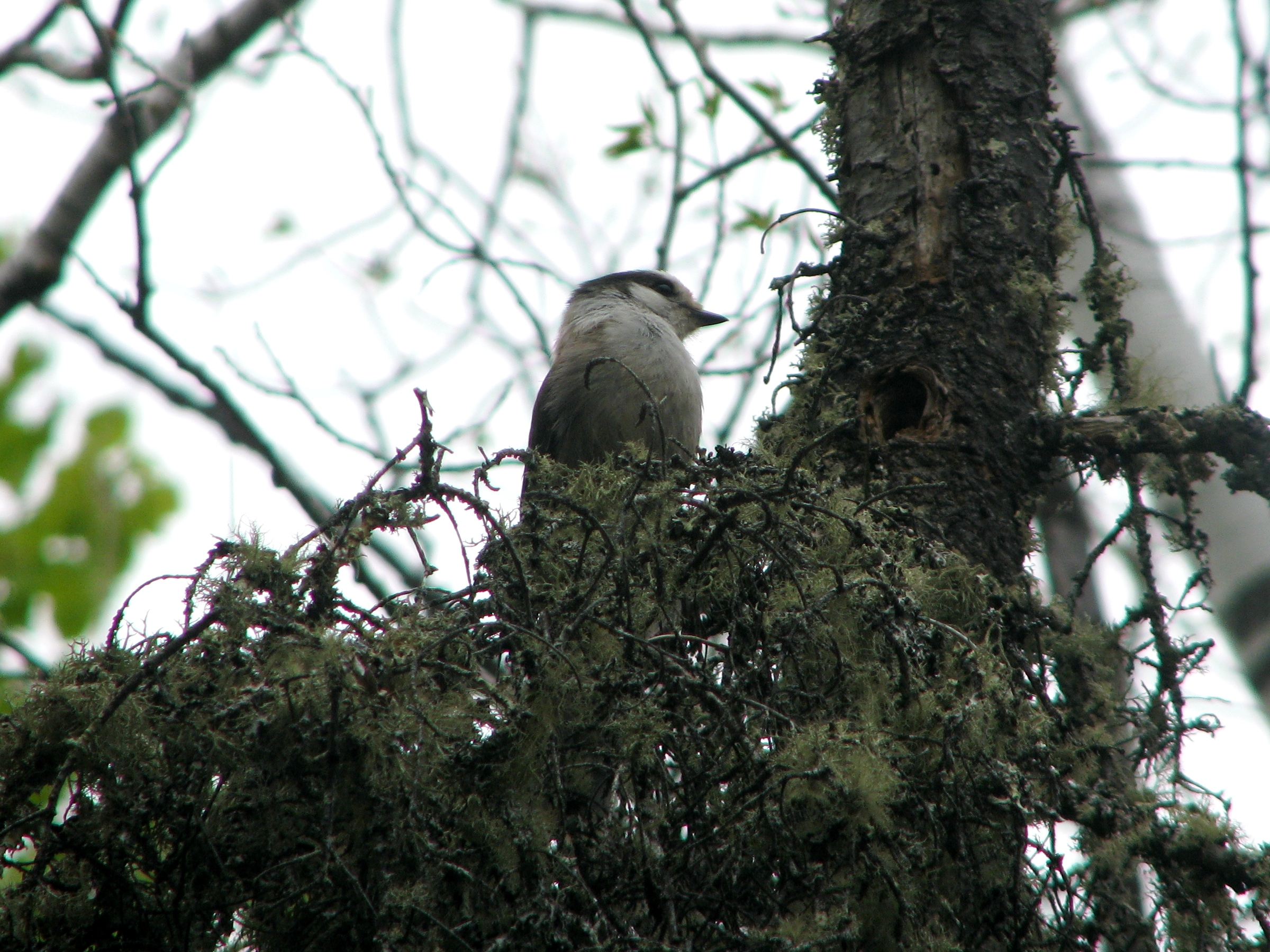
Esemplare nel parco nazionale dei Voyageurs.

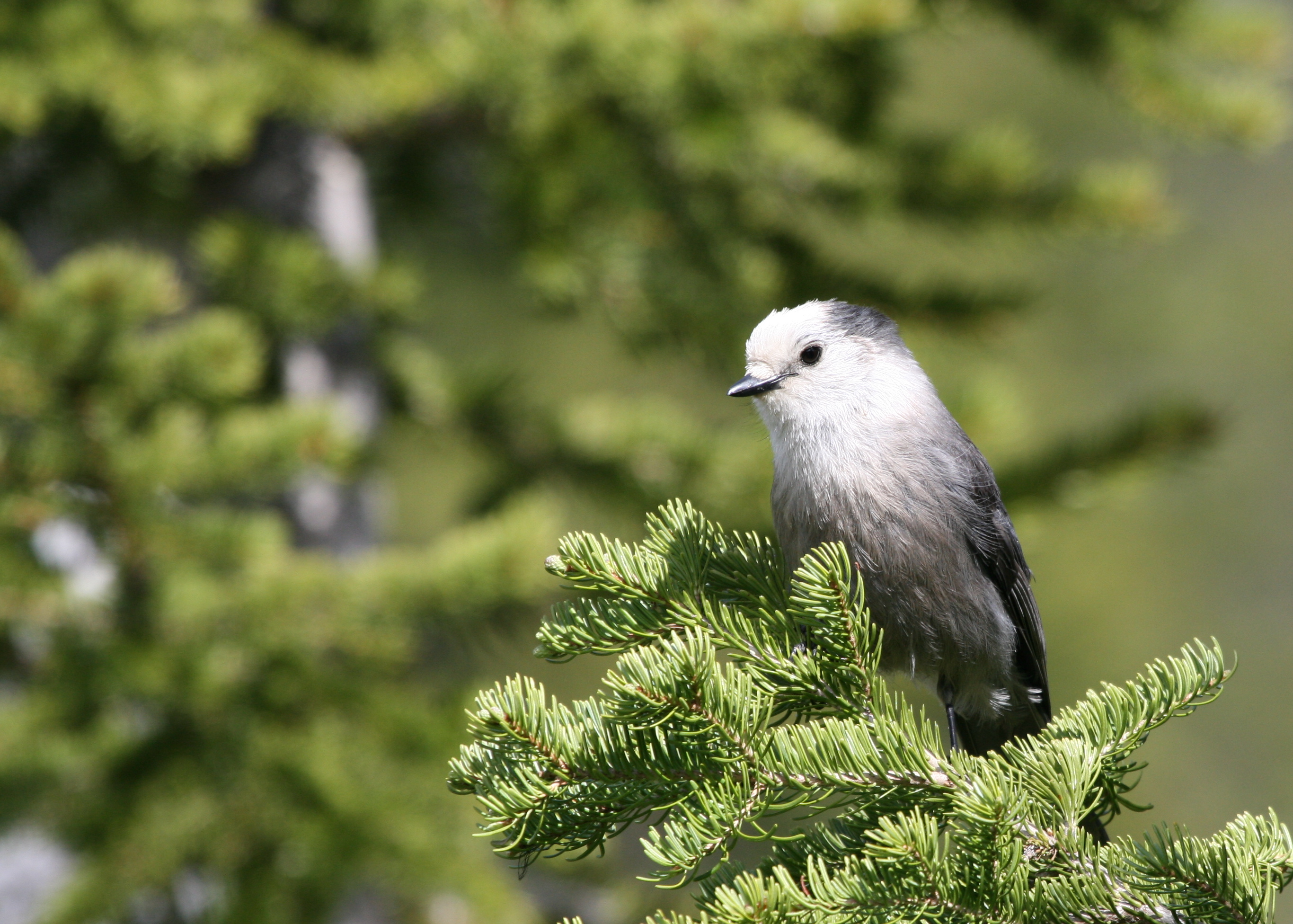
Esemplare su abete delle rocce nel parco nazionale dei laghi Waterton.

Come intuibile sia dal nome comune che dal nome scientifico, la ghiandaia grigia canadese è diffusa in Nordamerica settentrionale, dall'Alaska settentrionale al Labrador (mancando dalla punta settentrionale del Québec e dalle coste del Nunavut), oltre che a Terranova e sull'isola d'Anticosti, a sud fino all'estremità settentrionale della California, al Nuovo Messico centro-settentrionale, al Dakota del Sud sud-occidentale, al nord del New England e alla Nova Scotia.

Si tratta di uccelli sedentari, che al massimo possono scendere di quota durante l'inverno per sfuggire al freddo montano: soprattutto i giovani in dispersione possono compiere modesti spostamenti, divenendo avvistabili anche più a nord o a sud dell'areale di diffusione. Durante l'ultima era glaciale, inoltre, questi uccelli erano diffusi anche nell'est degli Stati Uniti, a sud fino al Tennessee.
L'habitat di questi uccelli è rappresentato dalle pinete a prevalenza di peccio (soprattutto peccio nero e peccio bianco, ma anche peccio di Engelmann, pino contorto e pino di Banks, nonché dal peccio Sitka nel nord dell'areale): sebbene la ghiandaia canadese popoli anche le foreste miste di conifere e latifoglie (soprattutto pioppo ed acero), essa è particolarmente legata ai pecci (la cui corteccia rugosa e la resina dalle proprietà antibatteriche sono ideali per la conservazione del cibo per lunghi periodi), tanto da risultare assente da ambienti che per il resto sembrerebbero ideali per le sue esigenze, come la Sierra Nevada e gli Appalachi.

## Tassonomia
Se ne riconoscono 9 sottospecie:

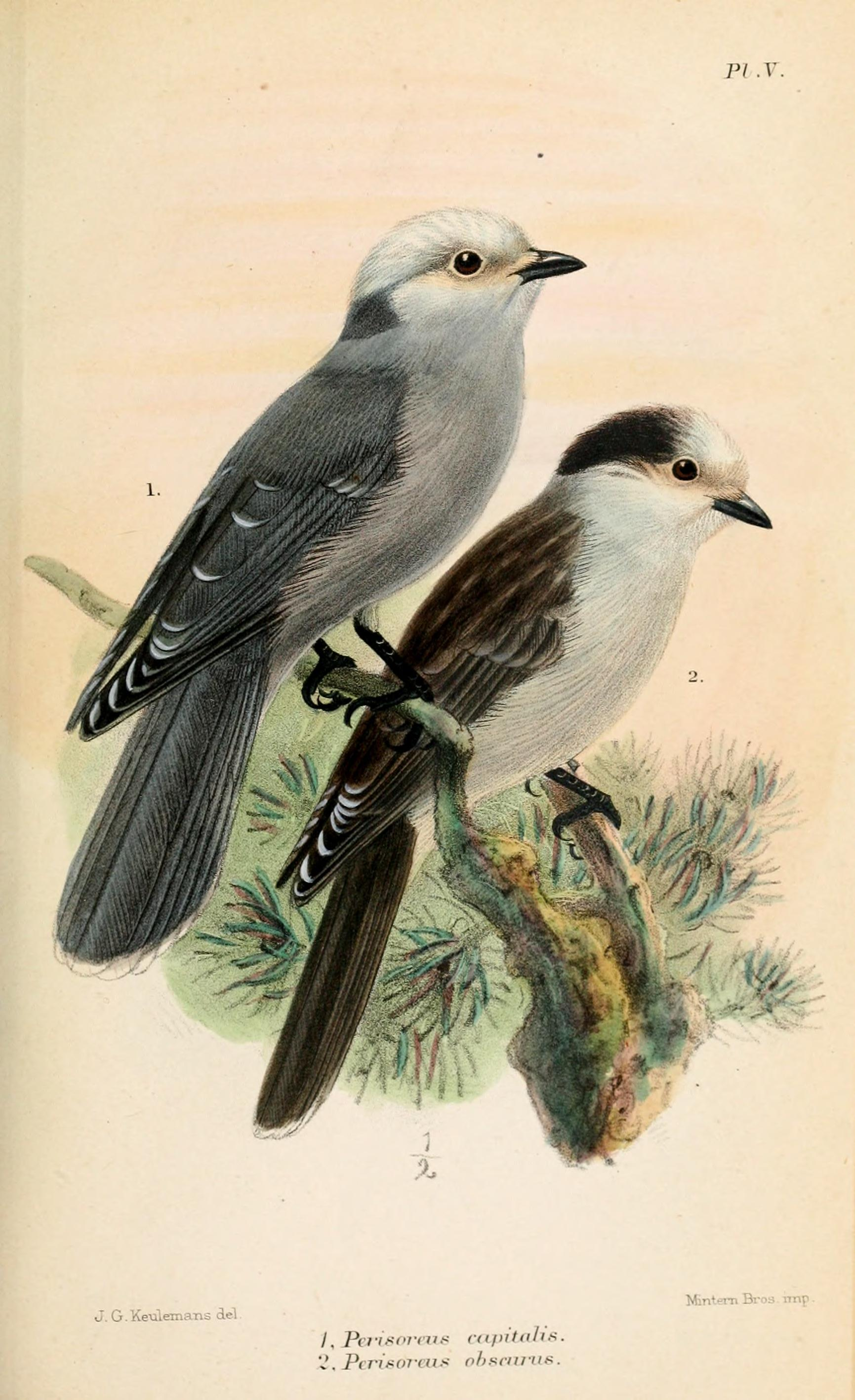
A sinistra P. c. capitalis
A destra P. c. obscurus.

- Perisoreus canadensis pacificus (Gmelin, 1788) - diffusa nel nord-ovest dell'areale occupato dalla specie;
- Perisoreus canadensis canadensis (Linnaeus, 1766) - la sottospecie nominale, diffusa nel nord dell'areale occupato dalla specie (dalle foci del Mackenzie a Terranova, a sud fino al Minnesota e al nord del New England);
- Perisoreus canadensis nigricapillus Ridgway, 1882 - endemica del Labrador;
- Perisoreus canadensis albescens Peters, 1920 - diffusa dallo Yukon sud-orientale al Manitoba occidentale, a sud fino alle Black Hills;
- Perisoreus canadensis bicolor Miller, 1933) - diffusa lungo le Montagne Rocciose dalla Columbia Britannica all'Idaho;
- Perisoreus canadensis capitalis Baird, 1874 - diffusa lungo le Montagne Rocciose dall'Idaho al Nuovo Messico centrale;
- Perisoreus canadensis griseus Ridgway, 1899 - endemica della contea di Kittitas;
- Perisoreus canadensis obscurus Ridgway, 1874 - diffusa lungo la costa pacifica dall'area di Vancouver (compresa Vancouver Island) alle propaggini settentrionali della California;
- Perisoreus canadensis sanfordi Oberholser, 1914 - endemica di Terranova.

Alcuni autori riconoscerebbero inoltre le sottospecie barbouri dell'isola d'Anticosti (sinonimizzata con nigricapillus) e arcus delle coste della Columbia Britannica (sinonimizzata con obscurus).

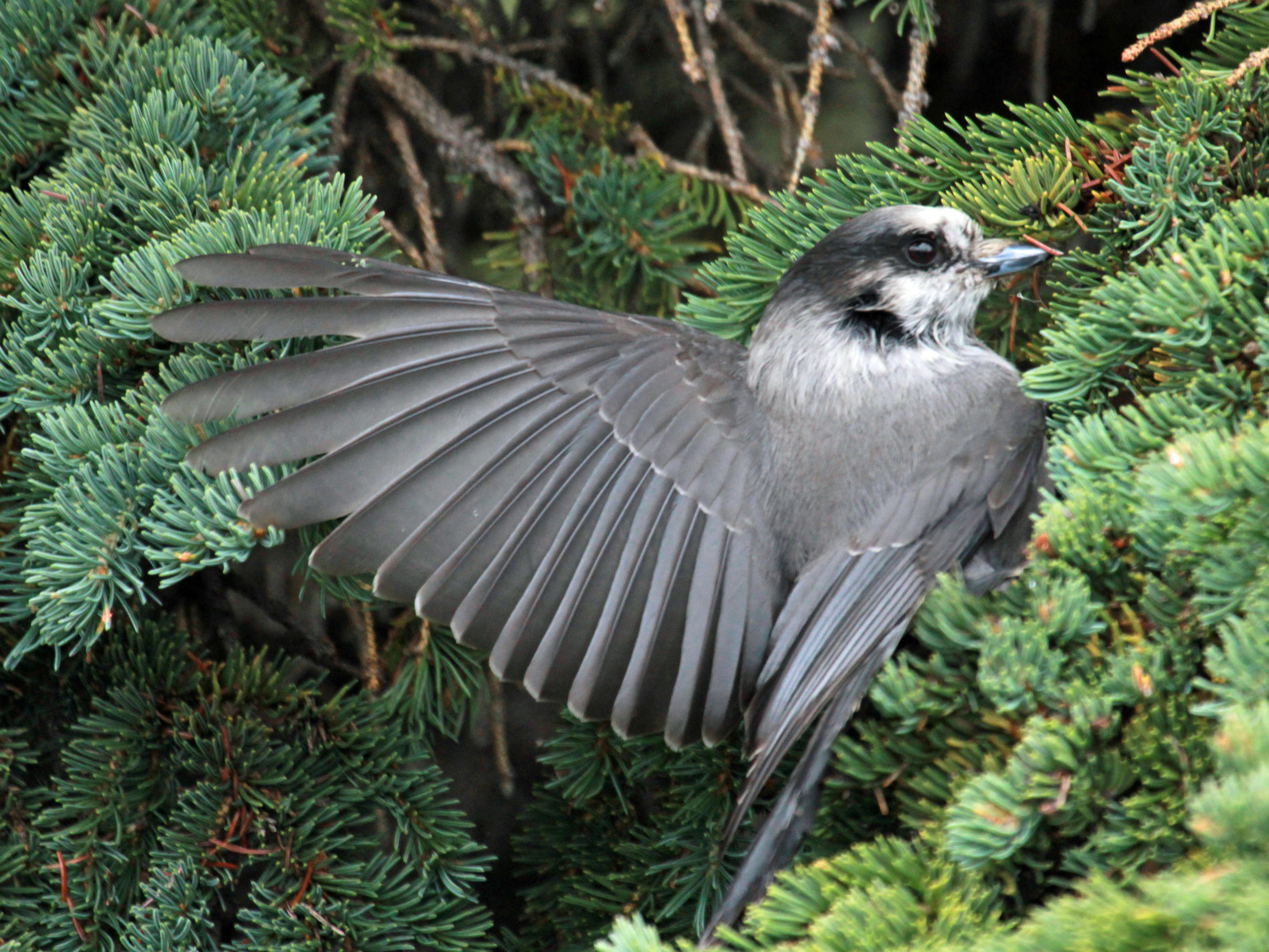
Esemplare della sottospecie pacificus sul Monte McKinley.
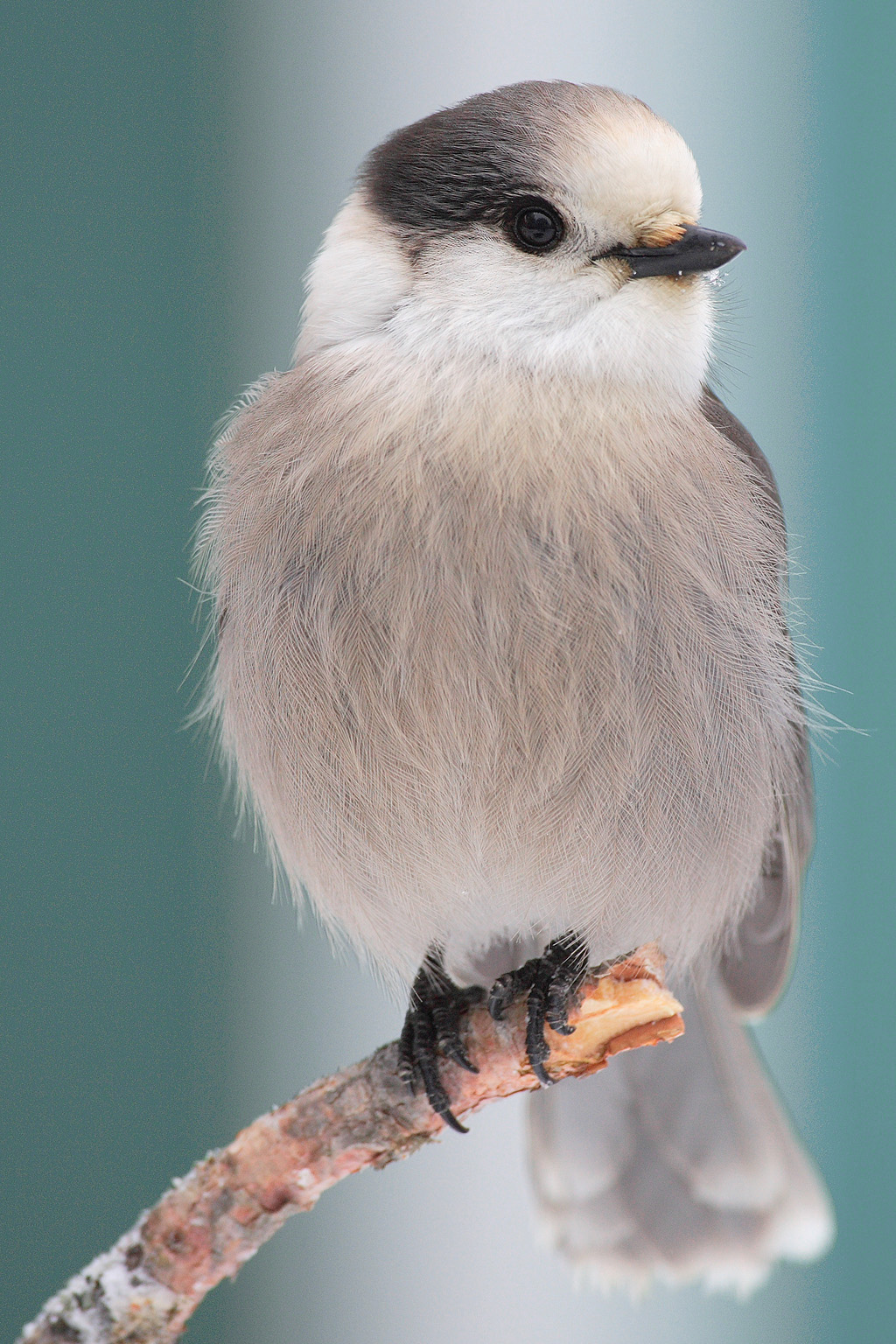
Esemplare della sottospecie nominale nel distretto di Nipissing.
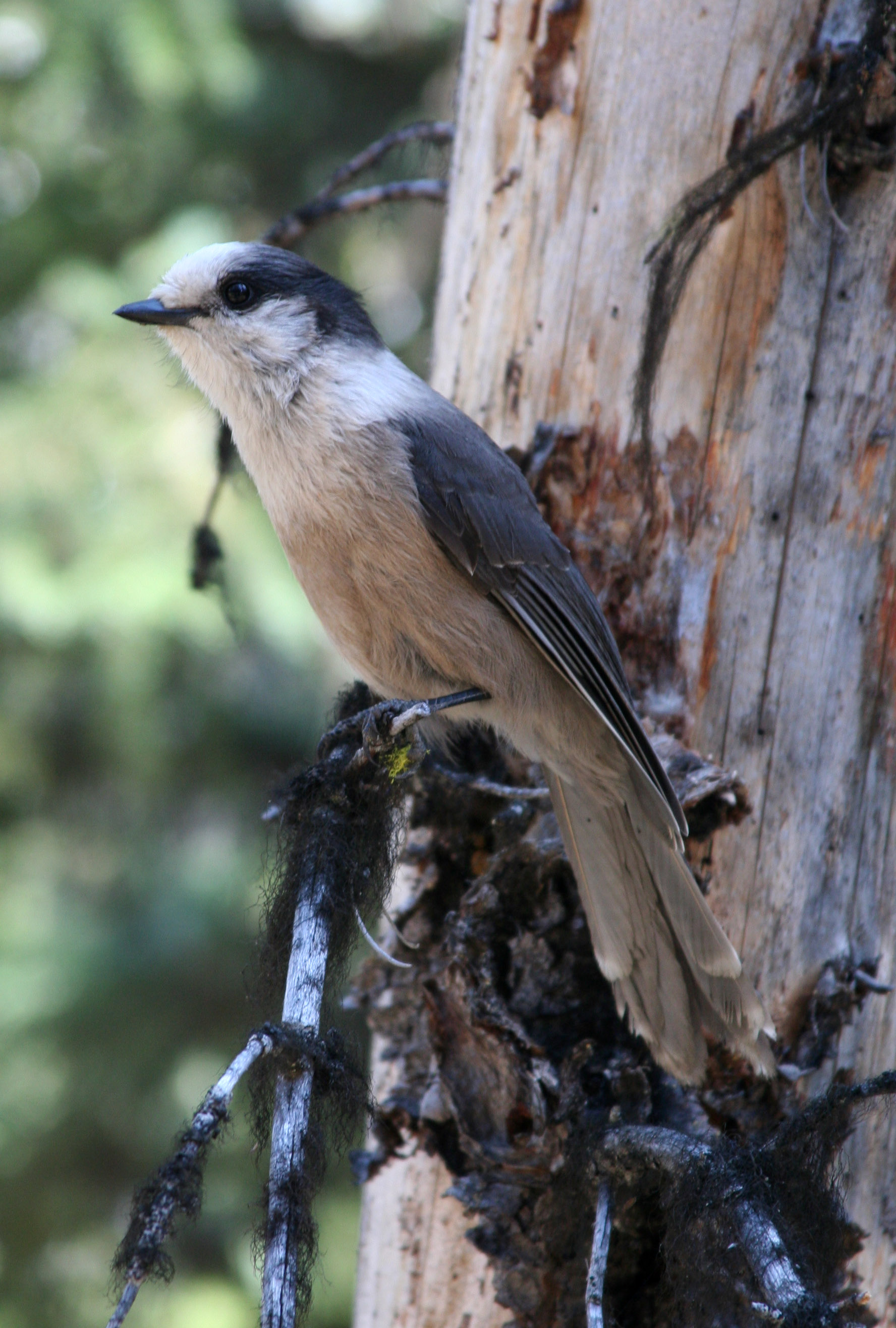
Esemplare della sottospecie albescens nell'Alberta.
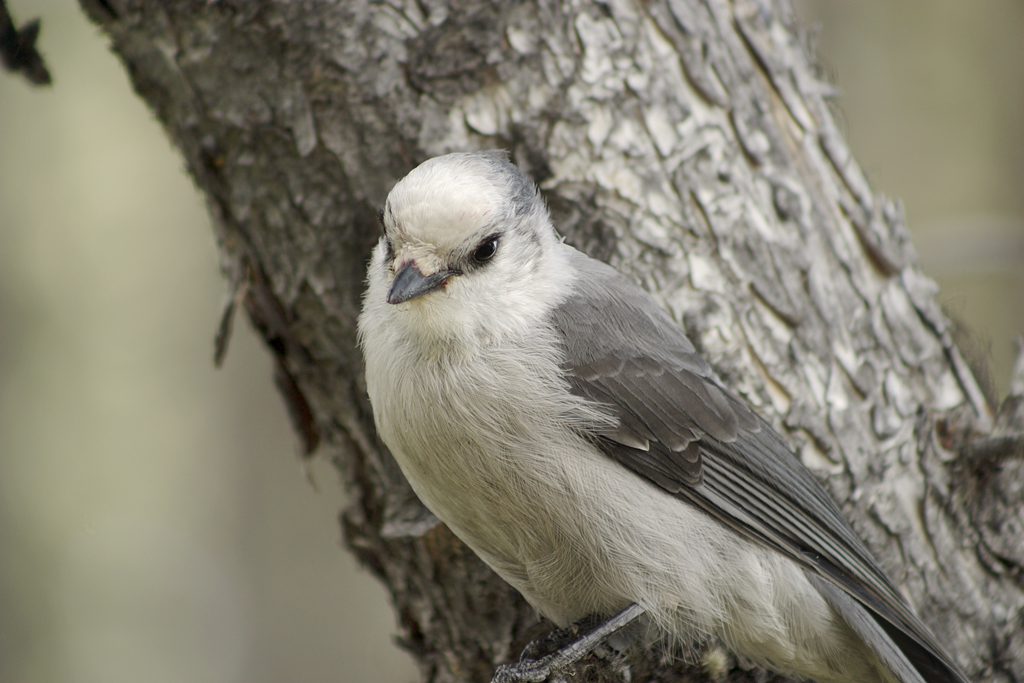
Esemplare della sottospecie capitalis nel Wyoming.
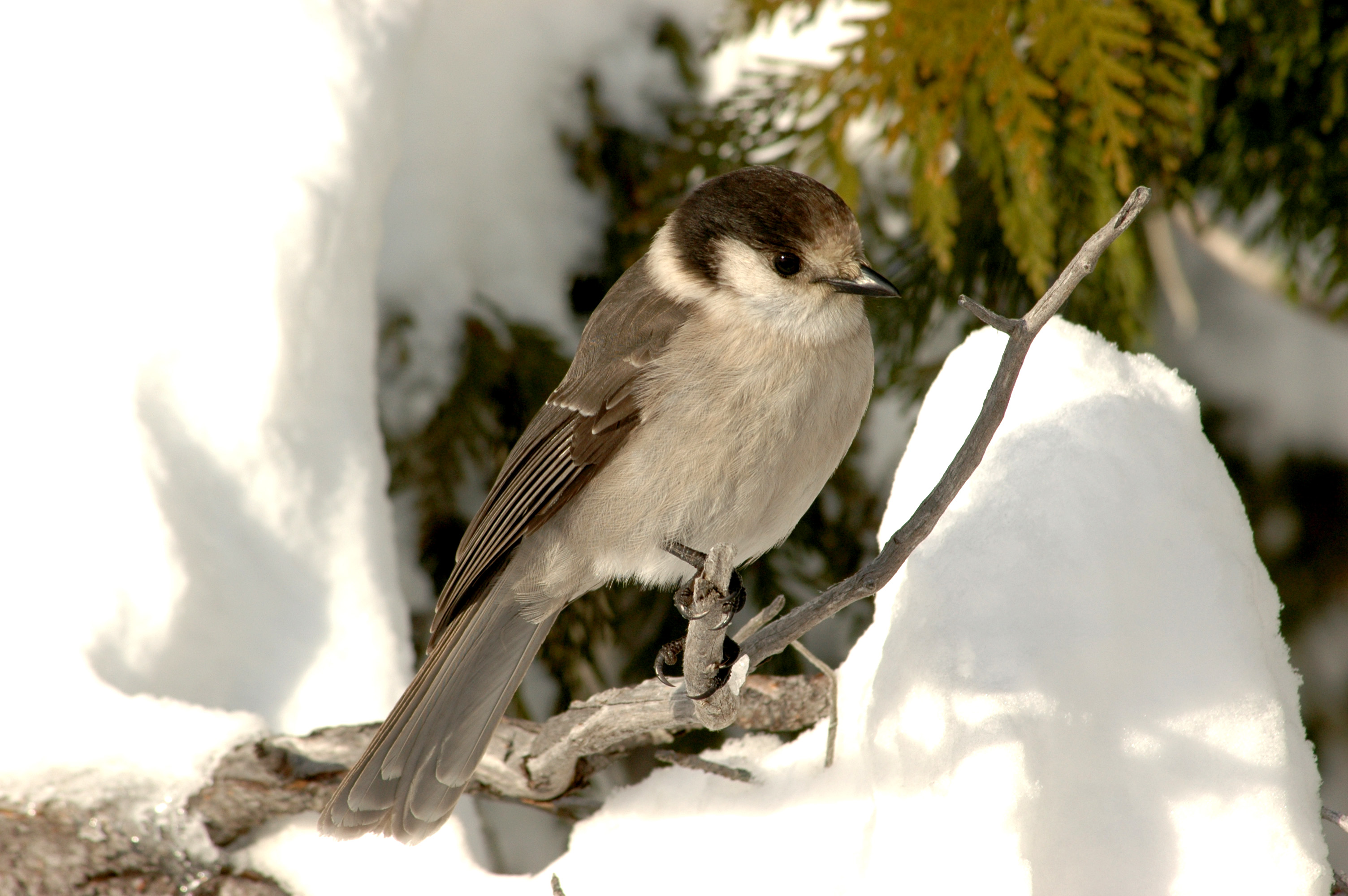
Esemplare della sottospecie obscurus sul monte Hood.

Le sottospecie sono differenziabili in quattro cladi:
- un clade canadensis, della porzione settentrionale dell'areale occupato dalla specie, più grosso e dalla livrea più scura;
- un clade capitalis, dell'area centro-settentrionale delle Montagne Rocciose, dall'area cefalica più chiara;
- un clade obscurus, comprendente la sola sottospecie omonima (in passato classificata da alcuni come specie a sé stante), più piccola e chiara delle altre;
- un clade monotipico bicolor, piuttosto basale, che ha cominciato a divergere dagli altri circa tre milioni di anni fa, nel tardo Pliocene.

## Relazioni con l'uomo

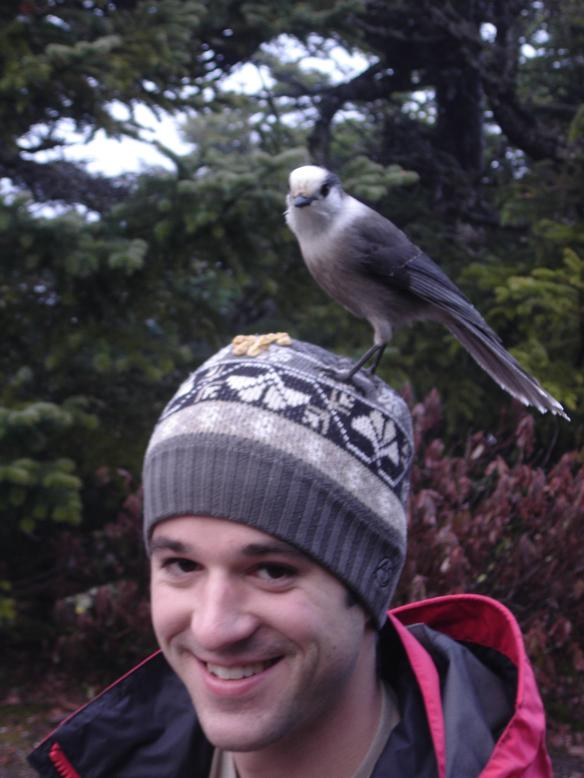
Esemplare sulla testa di un turista: le ghiandaie canadesi sono uccelli molto confidenti.

La ghiandaia canadese è un uccello molto conosciuto e benvoluto nel suo areale di residenza: è ben nota la confidenza che questi uccelli hanno con l'uomo, imparando velocemente a prendere il cibo dalle mani o a sottrarlo agli incauti turisti e campeggiatori.
Questa loro abitudine di rubare il cibo ha dato origine a molti dei nomi comuni di questi uccelli: in inglese questi uccelli sono noti coi nomi di whisky jack (derivato dalla figura del trickster Wisakedjak, comune nella mitologia di Cree, Menominee e Algonchini) o gorby/gorbey (da gorb, "ghiottone" in scots e irlandese), mentre in tlingit essi vengono chiamati kooyéix o taatl'eeshdéi ("ladro").
Per la loro indole scanzonata e confidente, le ghiandaie canadesi sono tuttavia molto benvolute: fra i Micmac (per i quali ciascuna delle stelle del Grande Carro rappresenta una specie di uccello), essi sono incarnati in Mikjaqoqwej (Alkaid), mentre fra i coloni del New England era diffusa durante il XIX secolo la superstizione secondo la quale qualsiasi danno subito da questi uccelli sarebbe stato subito da colui che l'ha inferto (celebre la storia secondo la quale un boscaiolo che spennò una ghiandaia canadese si svegliò calvo il mattino seguente).

Nel 2015, il Canadian Geographic lanciò un sondaggio per scegliere l'uccello nazionale del Canada: tale sondaggio, chiuso l'anno seguente, vide la ghiandaia grigia sbaragliare la concorrenza (rappresentata da strolaga maggiore, civetta delle nevi, cincia testanera e oca canadese), senza peraltro essere insignito dell'ufficialità da parte del governo canadese.